# 能代市立渟城第二小学校
能代市立渟城第二小学校（のしろしりつ ていじょうだいにしょうがっこう）は、かつて秋田県能代市上町にあった公立小学校。略称は二小。

## 概要
秋田県能代市の中心部（市役所に隣接）に2007年3月まであった公立の小学校。100本の桜が植えてあり、通学していた児童は俗に「桜っ子」と呼ばれた。ほかの「渟城」を冠する2校（中心市街地には当時渟城第一・渟城第二・渟城第三小学校があり、これらは「渟城3校」と括られた）にも違った呼び名があった。
渟城3校の中で唯一給食センターを有するほどかつては児童数が多かったが、近年の少子化や中心市街地の空洞化の影響により児童数が激減し、90年代以降は1学年1～2クラスの編成も珍しいものではなくなっていた。このため2007年4月に渟城第一小学校、第二小学校、第三小学校の3校を再編することになり、一旦3校を廃止のうえ、旧渟城第一小学校に渟城西小学校が、旧渟城第三小学校に渟城南小学校が新たに置かれた。実質的には第二小学校が他2校に分割・統合された形である。
2014年10月、校舎等の解体作業が開始された。体育館、プール、旧管理教室棟が解体され、駐車場等、庁舎敷地として利用される予定である。
また教室棟は解体されず、2015年1月より、市役所(第2および第3庁舎)の仮庁舎として利用されている。

## 沿革
- 1901年 - 開校。
- 1970年頃 - 新校舎完成。
- 1998年 - 一部遊具の撤去。
- 2001年 - 100周年記念式典挙行。
- 2007年 3月31日 - 渟城西小学校、渟城南小学校への統合にともない閉校。
- 2008年 - 閉校後、映画コドモのコドモのロケ地として使われる。
- 2014年 - 校舎等の解体作業が開始。